# Berwinkowa
Berwinkowa (ukr. Барвінків) – wieś w rejonie wierchowińskim, w obwodzie iwanofrankiwskim Ukrainy.
W okresie II Rzeczypospolitej stacjonowała w niej placówka Straży Celnej ze składu komisariatu Straży Celnej „Uścieryki”.